# Pavonia rhodantha
Pavonia rhodantha är en malvaväxtart som beskrevs av Bénédict Pierre Georges Hochreutiner. Pavonia rhodantha ingår i släktet påfågelsmalvor, och familjen malvaväxter. Inga underarter finns listade i Catalogue of Life.